# Wereldkampioenschap voetbal 2018 (halve finale) Kroatië - Engeland
Dit artikel gaat over de wedstrijd in de halve finale tussen Kroatië en Engeland die gespeeld werd op woensdag 11 juli 2018 tijdens het wereldkampioenschap voetbal 2018. Het duel was de 62e wedstrijd van het toernooi.

## Voorafgaand aan de wedstrijd
- Kroatië stond bij aanvang van het toernooi op de twintigste plaats van de FIFA-wereldranglijst.[1]
- Engeland stond bij aanvang van het toernooi op de dertiende plaats van de FIFA-wereldranglijst.[2]
- De confrontatie tussen de nationale elftallen van Kroatië en Engeland vond zeven maal eerder plaats.[3]
- Het duel vond plaats in het Olympisch Stadion Loezjniki in Moskou. Dit stadion werd in 1956 geopend en heeft een capaciteit van 81.000.

## Wedstrijdgegevens[4]
| Datum                | 11 juli 2018                                                                                   | 11 juli 2018                                                                                   |
| Wedstrijdnummer      | 62                                                                                             | 62                                                                                             |
| Stadion              | Olympisch Stadion Loezjniki, Moskou                                                            | Olympisch Stadion Loezjniki, Moskou                                                            |
| Toeschouwers         | 78.011                                                                                         | 78.011                                                                                         |
| Scheidsrechter       | Cüneyt Çakır                                                                                   | Cüneyt Çakır                                                                                   |
| Assistenten          | Bahattin Duran Tarik Ongun                                                                     | Bahattin Duran Tarik Ongun                                                                     |
| Vierde official      | Björn Kuipers                                                                                  | Björn Kuipers                                                                                  |
| Videoscheidsrechters | Danny Makkelie Bastian Dankert (assistent) Carlos Astroza (assistent) Felix Zwayer (assistent) | Danny Makkelie Bastian Dankert (assistent) Carlos Astroza (assistent) Felix Zwayer (assistent) |
| Man van de wedstrijd | Ivan Perišić                                                                                   | Ivan Perišić                                                                                   |
|                      | Kroatië                                                                                        | Engeland                                                                                       |
| Doelpunten           | 1 (2)                                                                                          | 1 (1)                                                                                          |
| Gele kaarten         | 2                                                                                              | 2                                                                                              |
| Rode kaarten         | 0                                                                                              | 0                                                                                              |
| Wissels              | 4                                                                                              | 4                                                                                              |
| Schoten op doel      | 7                                                                                              | 1                                                                                              |
| Schoten naast doel   | 15                                                                                             | 10                                                                                             |
| Overtredingen        | 23                                                                                             | 14                                                                                             |
| Hoekschoppen         | 8                                                                                              | 4                                                                                              |
| Buitenspel           | 1                                                                                              | 3                                                                                              |
| Vrije trappen        | 17                                                                                             | 24                                                                                             |
| Balbezit (%)         | 54                                                                                             | 46                                                                                             |

| Kroatië | 1 – 1 (2 – 1 n.v.) | Engeland |
| Ivan Perišić 68' Mario Mandžukić 109' | goals              | 5' Kieran Trippier |
| | strafschoppen      | |
| Zlatko Dalić | bondscoach         | Gareth Southgate |
| Danijel Subašić Šime Vrsaljko Ivan Strinić 95' Ivan Perišić Dejan Lovren Ivan Rakitić Luka Modrić Marcelo Brozović Mario Mandžukić 109' Ante Rebić 101' Domagoj Vida | opstellingen       | Jordan Pickford Kyle Walker 112' John Stones Harry Maguire Jesse Lingard Jordan Henderson 97' Harry Kane Raheem Sterling 74' Kieran Trippier Ashley Young 91' Dele Alli |
| Josip Pivarić 95' Andrej Kramarić 101' Vedran Ćorluka 115' Milan Badelj 119'                                                                                         | wissels            | 74' Marcus Rashford 91' Danny Rose 97' Eric Dier 112'Jamie Vardy |
| Mario Mandžukić 17' Ante Rebić 96' | gele kaarten       | 54' Kyle Walker |
| | rode kaarten       | |